# Laurent Madouas
Pour les articles homonymes, voir Madouas.
Laurent Madouas, né le 8 février 1967 à Rennes, est un coureur cycliste français, professionnel de 1989 à 2001. Son fils, Valentin, est également cycliste professionnel.

## Biographie
Vice-champion de France sur route amateur en 1988, Laurent Madouas devient coureur professionnel en 1989 dans l'équipe Z-Peugeot. En 1991, il court pour Toshiba puis est recruté en 1992 par l'équipe Castorama de Cyrille Guimard. En 1995, après qu'Armand de Las Cuevas s'est fracturé la clavicule, il est leader de l'équipe lors du Tour d'Italie 1995, où il est douzième au classement général, puis au Tour de France, qu'il termine à la même place. Lors de cette course, il se révèle en montagne en terminant deuxième à Guzet-neige derrière Marco Pantani et devant le vainqueur de ce Tour Miguel Indurain, et cinquième à l'Alpe d'Huez, derrière Pantani, Indurain, Alex Zülle et Bjarne Riis. À la fin de cette saison, l'équipe Castorama disparaît. Madouas rejoint l'équipe américaine Motorola. Il prend notamment la quatrième place de Liège-Bastogne-Liège. Motorola est dissoute à son tour à l'issue de la saison 1996. Laurent Madouas est alors recruté par l'équipe belge Lotto, à la recherche d'un grimpeur, et dont le directeur Jean-Luc Vandenbroucke avait déjà souhaité l'engager un an auparavant. En 1999, il rejoint l'équipe Festina avec laquelle il effectue ses trois dernières saisons.
Laurent Madouas est en 2011 responsable commercial pour les maisons Trecobat constructeur de maison BBC.

## Palmarès

### Palmarès amateur
- Amateur
  - 1981-1986 : 25 victoires[4]
- 1985
  -  Champion de Bretagne sur route juniors[5]
- 1987
  - 2e de la Ronde de l'Oise
  - 2e des Trois Jours de Cherbourg
  - 3e du championnat de France militaires sur route
- 1988
  - Circuit des plages vendéennes :
    - Classement général
    - 1re, 2e et 4e étapes

  - 4e étape de l'Essor breton
  - Tour of the Cotswolds
  - 2e du championnat de France sur route amateurs
  - 3e du Grand Prix Guillaume Tell

### Palmarès professionnel
| - 1990 - 2e du Trophée des grimpeurs - 8e du Tour de Suisse - 1992 - 3e du Tour méditerranéen - 3e de la Japan Cup - 1993 - 1re étape du Circuit de la Sarthe - 3e du Grand Prix de Fourmies - 1994 - Cholet-Pays De Loire - 1995 - 2e du Grand Prix de Plouay - 3e de la Route du Sud - 3e du championnat de France sur route | - 1996 - 4e étape du Tour de Suède - 4e de Liège-Bastogne-Liège - 8e du Critérium du Dauphiné libéré - 9e de Paris-Nice - 1997 - 2e de la Classique des Alpes - 2e du Grand Prix de Wallonie - 9e de Liège-Bastogne-Liège - 1999 - 5e étape du Critérium du Dauphiné libéré |  |

## Résultats sur les grands tours

### Tour de France
8 participations
- 1993 : 22e
- 1994 : abandon (14e étape)
- 1995 : 12e
- 1996 : 23e
- 1997 : 25e
- 1998 : 22e
- 1999 : 44e
- 2000 : 35e

### Tour d'Italie
3 participations
- 1993 : 34e
- 1994 : 27e
- 1995 : 12e

### Tour d'Espagne
1 participation
- 1998 : hors-délai (11e étape)